# Cipurut
Cipurut is een bestuurslaag in het regentschap Sukabumi van de provincie West-Java, Indonesië. Cipurut telt 6992 inwoners (volkstelling 2010).